# Кустовка (Могилёвская область)
Кусто́вка (бел. Кусто́ўка) — деревня в составе Рудковщинского сельсовета Горецкого района Могилёвской области Республики Беларусь.

## История
Упоминается в 1643 году как слобода Кустки в Козловичском войтовстве Шкловской волости в Оршанском повете Великого Княжества Литовского.

## Население
- 1999 год — 27 человек
- 2010 год — 15 человек